# Байназарово
Байназарово (баш. Байназар) — деревня в Бурзянском районе Башкортостана России, центр Байназаровского сельсовета. Согласно переписи 2020 года население составляло 1403 человека.

## Географическое положение
Находится на берегу реки Белой.
Расстояние до:
- районного центра (Старосубхангулово): 29 км,
- ближайшей железнодорожной станции (Белорецк): 118 км.

## История
Входил в Бурзян-Тангауровский кантон.
Один из центров башкирского национального движения времен Гражданской войны (Бурзян-Тангауровское восстание  1920—1921 гг.). Возле Байназарова действовал повстанческий отряд с численностью около 1 тыс. чел. В деревне красноармейцы расстреляли 18 человек.
Из всех населенных пунктов Карагай-Кипчакской волости на территории нынешнего Бурзянского района самой ранней по времени образования была д. Байназарово. Она показана на карте Уфимского наместничества 1786 г. как хутор, переросший в деревню в 1812 г., когда из Аскарово 1-е (Абзелилово) по р. Танатар переселилось 30 семей. Через пять лет сюда прибыли 3 семьи, в 1858 г. — еще 14 семей, в том числе семья внука Аскара Биишева Аллагула Мухамедияровича. Однако через год 12 из них вернулись в коренную деревню.
По всему видно, что д. Байназарово основали тангаурцы из д. Аскарово 1-е, но сюда переселились из других деревень (Абдулмаметово, Узяново) и карагай-кипчаки. Деревня носит имя Байназара Ильясова, которому в 1816 г. исполнилось 64 года. Он юртовой старшина. Через несколько лет его сменил родной брат Алтынбай Ильясов. У Байназара было много сыновей. Имена их перечисляет VII ревизия 1816 г. Старшему Исянгулу было 39 лет, Карагулу 21 год, Сейфульмулюку 5. Жил здесь и другой Байназар по фамилии Татлыбаев (его сын Гайнитдин), моложе своего тезки на 33 года, 1785 года рождения. Многие из этих имен перечисляются в родословной рода карагай-кипчак.
Население деревни от ревизии к ревизии росло. В 1816 г. здесь проживало 273, в 1859 г. — 528, в 1920 г. — 1152 жителя. Дворов было соответственно 39, 81, 274.
Деревня расположена на обоих берегах р. Белой. В 1850 г. часть жителей выехала и обосновалась на берегу p. Kaги. Возник хутор Байназарово, состоящий из 6 дворов с 36 жителями. Хутор входил в Тангаурскую волость с центром в д. Ахметово (Абзелиловский район), а коренная деревня — в Карагай-Кипчакскую с центром в д. Билалово (Баймакский район).
Байназаровцы занимались скотоводством, прежде всего коневодством. На 87 дворов с жителями в 556 человек приходилось 433 лошади, 280 коров, 232 овцы, 39 коз. Однако эти цифры не говорят о благополучии жителей. Скотоводство переживало упадок, поэтому приходилось заниматься промыслами: охотой, рыболовством, бортничеством (в 50-х гг. XIX в. у жителей было 14 бортей и 9 ульев). К земледелию только-только приступали. В 1842 г. было засеяно на всех жителей 16 пудов озимого и 450 пудов ярового хлеба.
В войне союзников России против Франции в 1805—1807 гг. в составе одного из башкирских полков принимали участие Аслан Байрамгалин, Рафик Атангулов.
Об активном участии байназаровцев в Отечественной войне 1812 г. говорят следующие факты: в составе 15-го башкирского полка, принявшего участие во взятии Парижа, самоотверженно и храбро сражались зауряд-хорунжий Кильдигул Игликович Ибрагимов, рядовые Бурангул Абдулкаримов, Курмангали Минлияров, Рахматулла Мрясов, Ишназар Давлеткильдин и Ишбулат Наурузбаев, награжденные серебряными медалями. Сирбай Байрамгулович Амиров не вернулся с поля битвы.
Жители деревни превратили отдельные свои хутора на р. Лубаза-Тамак и на возвышенности Арач-Тау в деревни. Так возникли деревни. Набиуллино (сегодня  Набиево) и Мурадымово. Обе они возникли между 1843—1847 гг. 
(https://nailtimler.com/bashkortostan/burzyanskiy_rayon/burzyanskiy_rayon_baynazarovo.html)

## Население
| 2002 | 2009  | 2010  |
| ---- | ----- | ----- |
| 1361 | ↗1426 | ↘1313 |

### Национальный состав
Согласно переписи 2002 года, преобладающая национальность — башкиры (99 %).

## Радио
- 66,02 МГц — Радио России / ГТРК «Башкортостан».

## Религия
В селе есть мечеть Ихлас.

## Известные люди
- Суяргулов Мулиян Зияиитдинович (род. 21 ноября 1934 года) — артист Башкирского государственного академического театра драмы им. М. Гафури. Народный артист Башкирской АССР (1986). Член Союза театральных деятелей (1984).
- Бурангулов Ямиль Айдарович (род. 19 июня 1958 года, с. Байназарово Бурзянского района БАССР), журналист. Член Союза журналистов (1990). После окончания БГУ (1985) работал в «Молодёжной газете», с 1997 редактор отдела журнала «Ватандаш». Автор ст. на воен.-патриот. и спорт. темы, цикла репортажей о боевых действиях в Чеченской респ. (1994—96). Лауреат премии им. Ш.Худайбердина (1995).
- Карамышева Тансылу Фаязовна (р. 3 марта 1948 года, д. Байназарово Бурзянского района БАССР). После окончания школы-интерната №1 г. Уфы (ныне башкирская гимназия им. Р. Гарипова) училась в Башкирском государственном университете. Трудовую деятельность начала в редакции журнала «Башкортостан кызы». Работала в редакциях республиканских изданий. Заслуженный работник культуры Республики Башкортостан.